# François Auguste Logerot
Ne doit pas être confondu avec François Logerot.
Pour les articles homonymes, voir Logerot.
François Logerot, né le 1er février 1825 à Noyers-sur-Cher et mort le 15 janvier 1913  à Bourg-en-Bresse, est un général de division et ministre de la Guerre français, grand-croix de la Légion d'honneur et médaillé militaire.

## Biographie

### Famille
François Auguste Logerot est le frère des généraux Pierre Achille Logerot (Perpignan, 16 décembre 1823 - 28 mars 1905) et Hubert Adolphe Logerot (Auxonne, 9 avril 1827 - Paris, 9 avril 1906).

### Carrière militaire
En 1844, il est sous-lieutenant au 32e régiment d'infanterie et est envoyé en Afrique en 1846.
Nommé lieutenant en 1848, il participe à l'expédition de Rome en 1849.
Devenu capitaine en 1853, il prend part à la guerre de Crimée. Blessé le 8 septembre 1855 pendant la bataille de Malakoff lors du siège de Sébastopol, il est nommé chevalier de la Légion d'honneur le 14 septembre suivant.
Le 16 janvier 1861, il devient chef de bataillon au 16e régiment d'infanterie cantonné à Sétif.
Le 11 mars 1868, il est promu officier de la Légion d'honneur.
Il est nommé lieutenant-colonel le 18 septembre 1870 le jour où débute le siège de Paris. Il organise le 2e zouaves de marche et est à leur tête durant les combats de la 1re armée de la Loire. Blessé lors de la bataille de Chambord, il reste quand même à la tête de son régiment lors la bataille de Coulmiers. Le 19 novembre 1870, il devient colonel au 38e régiment d'infanterie puis il est nommé brigadier à titre provisoire, et commande une brigade du 20e corps d'armée au sein de l'armée de l'Est puis est réaffecté en tant que colonel au 14e régiment d'infanterie avant de prendre le commandement, après la guerre de 1870, du 80e régiment d'infanterie en garnison à Bône.
Le 3 mai 1875 il est promu général de brigade à Lyon. Lors de la campagne de Tunisie en 1881, il est à la tête d'une brigade, avec Joseph Brugère sous ses ordres. Le 18 janvier 1881, il est promu commandeur de la Légion d'honneur et le 18 juin de la même année, il devient général de division et commande le corps d'occupation en Tunisie.
De 1884 à 1887 il commande le 8e corps d'armée.
Du 12 décembre 1887 au 2 avril 1888, il est nommé ministre de la Guerre dans le 1er gouvernement Tirard, car non-politique et surtout peu proche de Georges Boulanger. Face aux multiplications de l'indiscipline de Boulanger, notamment ses déplacements à Paris, et aux campagnes électorales faites en son nom en février 1888, il le rappel à l'ordre. Mais voyant, que celui-ci continue puis lui ment ouvertement sur ses trajets à Paris mais aussi sur son non-soutien aux campagnes électorales, Logerot prend la décision le 15 mars de publier un rapport en son encontre et de le mettre en non-activité par retrait d'emploi. Après la décision du conseil d'enquête le 26 mars, il publie le décret de radiation et de mise à la retraite de Boulanger le 27 mars. Il participe à la résolution de la crise boulangiste.
Il est ensuite mis à la tête du 7e corps d'armée, et le 28 décembre 1888, il est fait grand officier de la Légion d'honneur.
Le 23 janvier 1891, il est décoré de la médaille militaire.
Le 29 décembre 1897, il est élevé à la dignité de grand-croix de la Légion d'honneur.
Il meurt le 15 janvier 1913 à Bourg-en-Bresse.

## Décorations
- Grand-croix de la Légion d'honneur (29 décembre 1897)
- Médaille militaire (23 janvier 1891)